# Szymon Goldberg
Szymon Goldberg, auch Simon, (* 1. Juni 1909 in Włocławek, Russisches Kaiserreich; † 19. Juli 1993 in Toyama, Japan) war ein amerikanischer Violinist und Dirigent polnischer Herkunft.

Goldberg mit 14 Jahren in Berlin

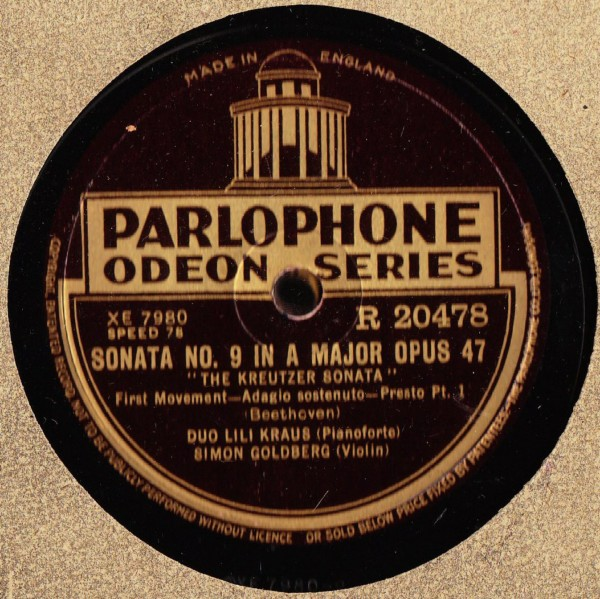
Kreutzer Sonate mit Lili Kraus 1936

## Leben
Szymon Goldberg erlernte das Geigenspiel bei seinem ersten Lehrer Mieczysław Michałowicz. Mit neun Jahren ging er nach Berlin, wo er aufgrund seines Talents kostenfreien Violinunterricht bei Carl Flesch erhielt. Als 12-Jähriger debütierte er 1921 in Warschau und trat 1924 mit großem Erfolg in Berlin auf.
Von 1925 bis 1929 war er Konzertmeister der Dresdner Philharmonie. Mit den Mitgliedern der Dresdner Philharmonie bildete er das Simon-Goldberg-Quartett (Szymon Goldberg, Arthur von Freymann, Herbert Ronnefeld und Kleber), aus dem später das Streichquartett der Dresdner Philharmonie (Szymon Goldberg, Joseph Lasek, Herbert Ronnefeld und Enrico Mainardi) hervorging. Goldberg trat auch später noch (1928, 1930) mit dem Pianisten Paul Aron in dessen Konzertreihe »Neue Musik« in Dresden auf.
Danach wechselte er auf persönliche Einladung von Wilhelm Furtwängler zu den Berliner Philharmonikern. Von 1931 bis 1933 bildete er ein Streichtrio mit Paul Hindemith und Emanuel Feuermann, das 1931–1932 mit Werken von Ludwig van Beethoven, Max Reger und Franz Schubert auch im Rundfunk auftrat. Zu einem seiner letzten Auftritte in Deutschland gehörte die Interpretation des Beethoven-Violinkonzerts mit dem Berliner Philharmonischen Orchester unter Wilhelm Furtwängler. Als Jude erhielt er 1934 Auftrittsverbot und ging nach England. Von hier aus ging er nach Tremezzo am Comersee, wo Artur Schnabel 1933 eine Musik-Schule eingerichtet hatte. Diese wurde von Peter Diamand, dem späteren Leiter des Holland-Festivals, geleitet. Schnabel unterrichtete die Pianisten, seine Frau Therese die Sänger und Goldberg die Geiger. Diese Sommerklassen wurden von etwa fünfzig Meisterschülern besucht und Schnabel blieb dort bis 1939.
Lili Kraus lebte zu der Zeit ebenfalls in Tremezzo und Goldberg ging mit ihr als Begleiterin am Klavier auf Tournee. Für die britische Plattenfirma Parlophone nahmen sie 1935 und 1937 die Sonaten von Beethoven und Mozart auf. Nach ihrer Europatournee debütierte Goldberg 1938 in New York.
Auf einer Asientournee in Begleitung von Lili Kraus, wo er unter anderem mit Max Vredenburg musizierte, wurde er in Indonesien unter einem Vorwand von den Japanern verhaftet und war von 1942 bis 1945 auf Java interniert.
Nach seiner Rückkehr in die USA wurde er 1953 amerikanischer Staatsbürger. Von 1951 bis 1965 unterrichtete er an der Aspen Music Festival and School und wirkte daneben als Dirigent. Das Nederlands Kamerorkest wurde 1955 gegründet und gab noch im gleichen Jahr sein erstes Konzert im Rahmen des Holland Festivals. 22 Jahre lang war Goldberg musikalischer Leiter des Ensembles. Er ernannte David Zinman zum zweiten Dirigenten. Zusammen führten sie das Orchester in die internationale Beletage der Kammermusikensembles. Von 1977 bis 1980 war Goldberg Leiter der 1972 gegründeten Manchester Camerata.
Außerdem trat er als Solist und Dirigent mit dem London Symphony, dem BBC Symphony, dem Cleveland, dem Chicago Symphony und dem Boston Symphony Orchestra
(Tanglewood Festival) auf. Er leitete in den USA Meisterkurse für Violine und Kammermusik: von 1978 bis 1982 an der Yale University, ab 1978 an der Juilliard School of Music, ab 1981 am Curtis Institute of Music und ab 1981 an der Manhattan School of Music.
1988 heiratete Szymon Goldberg die Pianistin Miyoko Yamane, und sie wohnten in Philadelphia. Ihre Sommer- und Weihnachtsferien verbrachten sie in Japan. 1990 wurde Goldberg Dirigent des New Japan Philharmonic Orchestra in Tokyo und Gastprofessor an der Toho Gakuen School of Music. 1992 übersiedelten die Goldbergs nach Japan und lebten am Fuße des Berges Tateyama in Toyama. Hier verstarb Szymon Goldberg am 19. Juli 1993.

## Wirken
Goldberg, der mit 15 Jahren bei den Berliner Philharmonikern sein Debüt mit Niccolò Paganinis Violin-Konzert gab, galt als musikalisches Wunderkind und bereits im Kindesalter als „erstklassiger Solist und Kammervirtuose“. In England spielte er mit der Pianistin Lili Kraus Mozart- und Beethovensonaten ein, die noch heute als bedeutend gelten. Goldbergs Spiel zeichnete „sein Verzicht auf zu starkes Vibrato, seine rhythmische Präsenz, die Klarheit und Frische im Spiel, die sich der Musiker bis ins hohe Alter bewahrte“, aus.
Unter den Einspielungen, die Szymon (auf frühen Labels: Simon) Goldberg als Geiger hinterließ, befinden sich einige bemerkenswerte historische Tonträger:
- Mozart: Violinkonzert Nr. 5 A-Dur, KV 219 / 2. Satz. Mitglieder des Philharmonischen Orchesters Berlin unter Paul Kletzki – Telefunken, Berlin Juni 1932
- Paul Hindemith: Trio Nr. 2 für Violine, Viola und Violoncello. Mit Paul Hindemith und Emanuel Feuermann – Columbia, London Januar 1934
- Mozart: Sonaten für Klavier und Violine / Auswahl. Mit Lili Kraus – Parlophone, London 1935–1937 und in späteren Jahren mit Radu Lupu – Decca, London 1974.

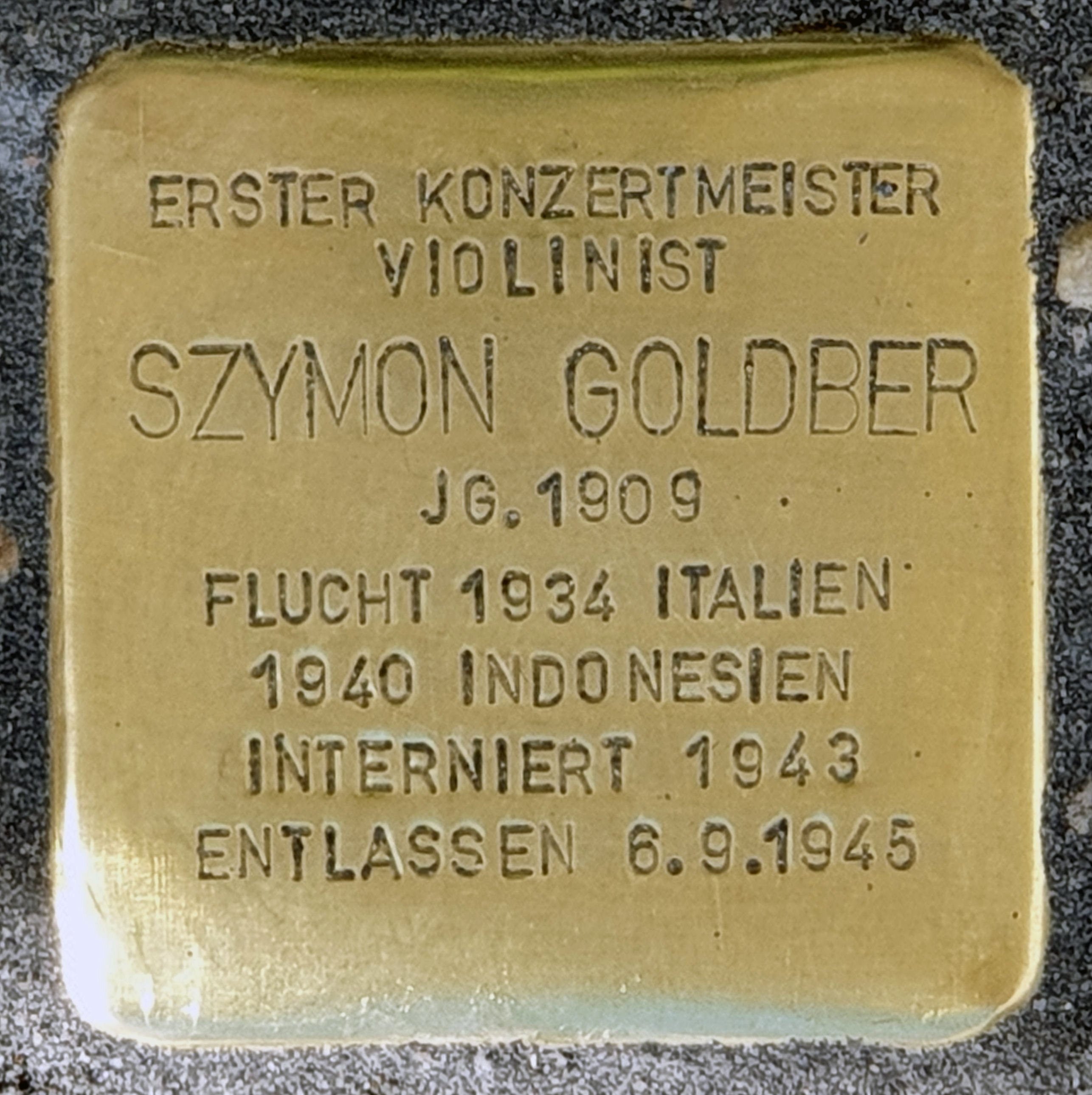
Stolperstein, Herbert-von-Karajan-Straße 1, in Berlin-Tiergarten

Die Internationale Musikakademie Meißen e. V. wurde 1999 als anspruchsvolle musikalische Bildungsstätte gegründet, um jungen Menschen Möglichkeiten zur intensiven Beschäftigung mit Musik zu bieten. Sie schrieb im Jahre 2009 aus Anlass des 100. Geburtstages des Geigers Szymon Goldberg erstmals einen internationalen Wettbewerb für Violine um den „Szymon-Goldberg-Award Meissen“ aus.

## Goldbergs Geige
Goldberg spielte eine als „Baron Vitta“ bekannte Guarneri del Gesù von 1734. Nach seinem Tod wurde die Geige von seiner Frau, Miyoko Yamane-Goldberg, an das Smithsonian Institute zur Aufbewahrung übergeben. Durch die Vermittlung einiger Freunde wurden die gesetzlichen Voraussetzungen geschaffen, die „Goldberg - Baron Vitta“ Guarneri del Gesù der Library of Congress zu übereignen. Dies geschah am 24. April 2006. Besonders interessant war dabei die Annahme, dass die Goldberg-Geige ein „Zwilling“ der ex-„Kreisler“-Geige sein sollte, weil sie aus dem gleichen Stück Holz gefertigt sind und diese sich bereits in der Library of Congress befand. Es stellte sich jedoch heraus, dass die „'Kreisler' Del Gesu 1733“, kein „Zwilling“ der Goldberg-Geige war, sondern die „Stretton“.

## Gedenken
Am 10. Mai 2025 wurde vor der Berliner Philharmonie ein Stolperstein für ihn verlegt.